# Sferifikace

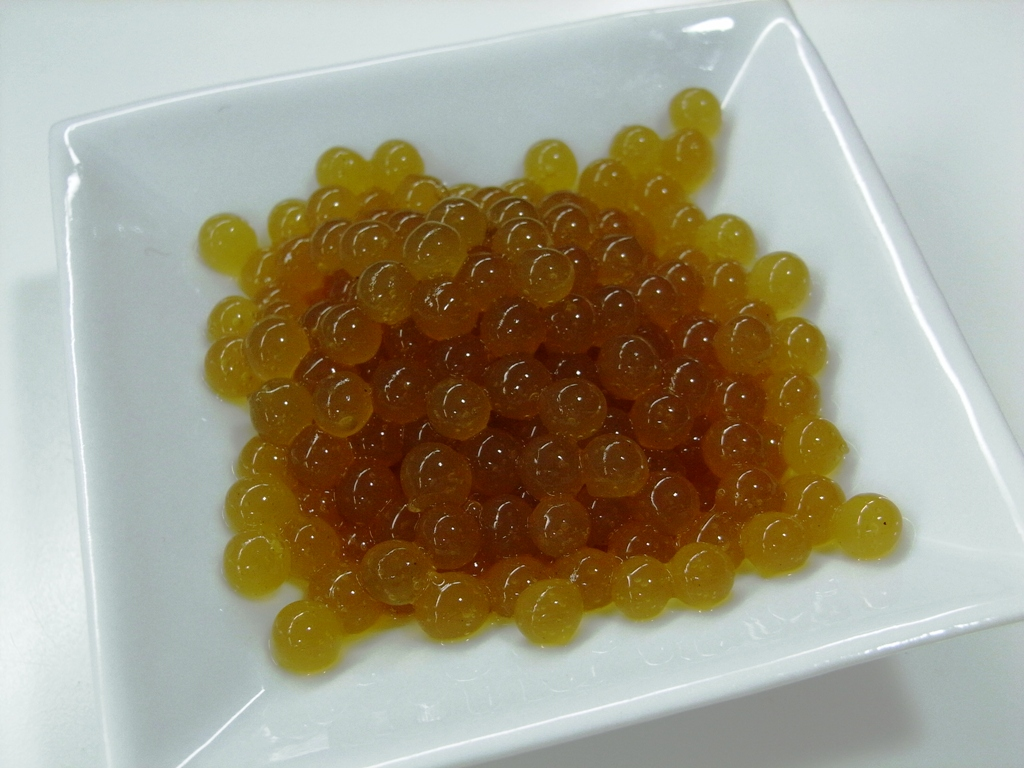
Čaj sferifikovaný do umělého kaviáru.

Sferifikace (anglicky spherification, česky také Sférifikace nebo Kuličkování) je úprava tekutin do kuliček tím že kolem tekutiny vytvoříme membránu, obvykle za použití alginátu sodného a buď chloridu vápenatého nebo glukanu vápenatého. Tím můžeme vytvořit umělý kaviár nebo také praskající boba kuličky s tekutou náplní. Tuto techniku poprvé zdokumentovala v 50. letech společnost Unilever a do moderní kuchyně ji v roce 2003 uvedl kreativní tým v restauraci elBulli pod vedením šéfkuchaře Ferrana Adrià.
Tato technika je jednou z mnoha technik molekulární gastronomie.